# ورد مسكي
ورد مسكي أو وردة المسك (الاسم العلمي:Rosa moschata) هو نوع من النباتات يتبع جنس الورد من الفصيلة الوردية. وهو أقدم أنواع الورود الزراعية وتتميز برائحة المسك التي تفوح منها يطلق على ذلك الورد اسم ورد مسكي لفحوان رائحة المسك منه حيث يحمل تلك الوردة فروع شائكة لذلك ينصح بالحرص عند التعامل ومسك تلك الوردة، يفضل استخدام قفازات خاصة لتجنب الإصابة بالأشواك. هناك لونين رئيسيين لتلك الوردة وهو اللون الأبيض والوردي مع ثمر برتقالي يتوسط الوردة. تعتبر أيضا من فصائل الورد التي تأخذ وقت طويل نسبيا في زراعتها ويرجع أصلها إلى غرب الهيمالايا.

## فوائد صحية
يحتوي ثمر الورد المسكي على زيت خاص من نوعه يميل لونه إلى الأصفر كغالب أنواع الزيوت النباتية، يعبر ذلك على درجة عالية من الجودة، فهو غني بالمواد المضادة للأكسدة المكونة من فيتامين A وفيتامين E بشكل أساسي، حيث يساعد ذلك على مقاومة أضرار البشرة، لذلك يشيع استخدامه في صناعة الصابون الطبي الطبيعي، فهو بديل عن استخدام الصابون المكون من كيماويات قد يكون لها آثار جانبية ضارة على الجلد. يساعد زيت الورد المسكي على الحفاظ على نضارة البشرة وحيويتها بشكل فعال لذلك يشي استخدامة لمعالجة أثار الندبات بالجلد.

## خصائص الوردة
مبدئيا يصل طول الوردة الي حوالي (3 أمتار) مع ورد يميل لونه الي الأبيض أو الوردي حوالي “3 سم”, تتفتح أثناء نموها من أواخر الربيع في المناخ الحار أما بالمناخ البارد فتتفتح في أواخر الخريف. الزهور لها رائحة المسك والتي تم العثور رائحة مشابهه في بعض من نسله، الأشواك على أفرعها تكون مستقيمة أو منحنيه قليلا ولها قاعدة عريضة. اما بالنسبة للأوراق فهي خضراء فاتحة أو غامقة تتكون من حوالي خمس إلى سبع تفريعات مسننة بشكل صغير. الأوردة في ورد المسكي تكون في بعض الأحيان بالغة لدرجة تحملها الأشواك. تحتوي تلك الوردة بداخلها على فواكه صغيرة بيضاوية تسمى الوركين، يميل لونها الي البرتقالي والأحمر في فصل الخريف.

## تاريخ الوردة
في البداية حدث اختلاط وتم تمييز تلك الفصيلة انها وردة البروني حيث انها من فصيلة المتلسقات وشبيهه بشكلها، اما بالنسبة لرائحتها فهي شبيهه بها أيضا الي حد كبير. يمكن تمييز الفصيلتين بالحديقة من خلال رؤيتها أثناء تفتحها في الموسم الذي تمت الإشارة اليه مسبقا وايضا يمكن التفريق بينهما من خلال الاختلاف في مراحل نموهم تاريخيا لم يتم ايجاد أي أمثله لإتصال الورد المسكي بحضارات معينة حيث تم اكتشاف تلك الوردة في بدايات القرن السادس عشر

## معرِض الصور

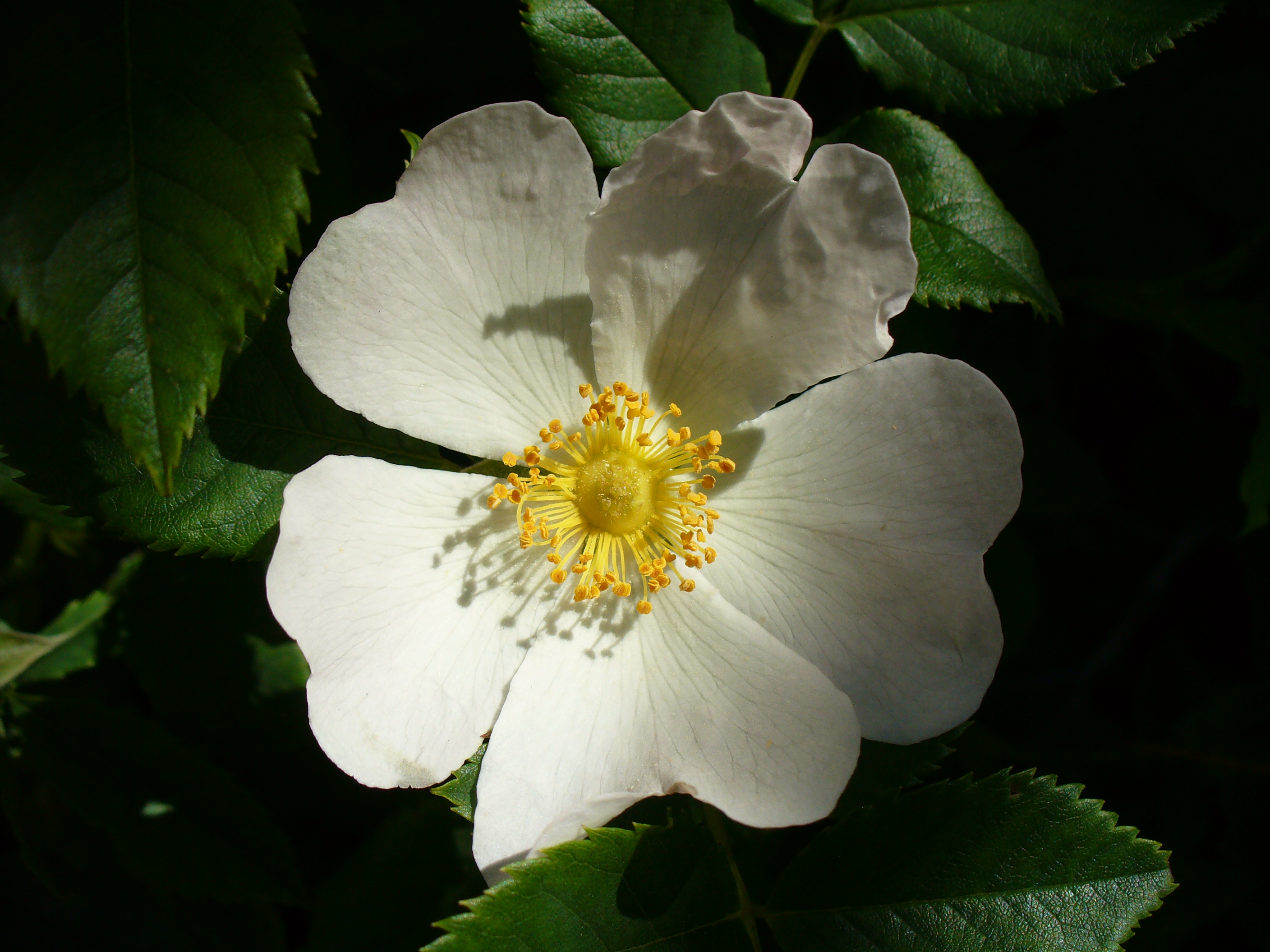
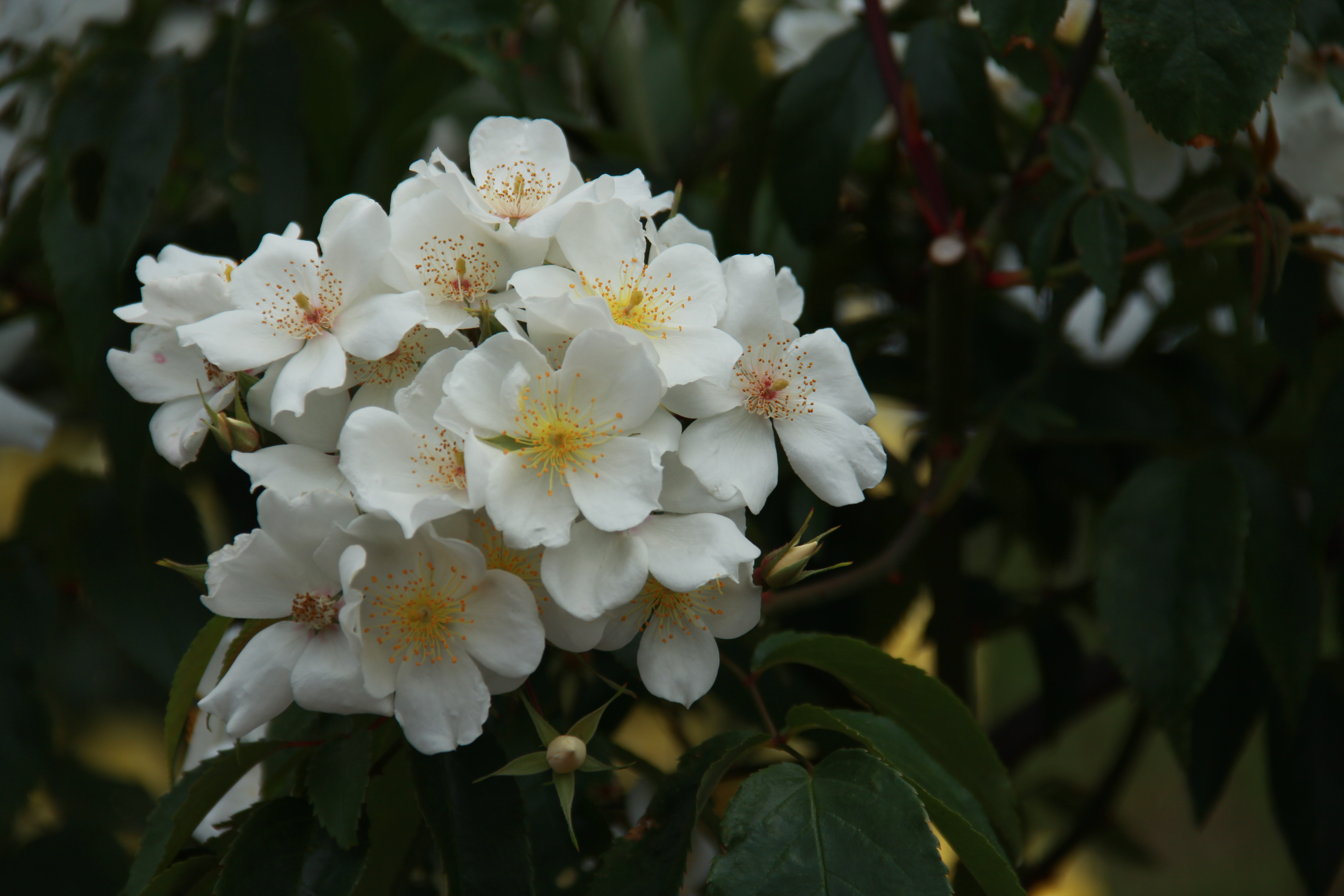
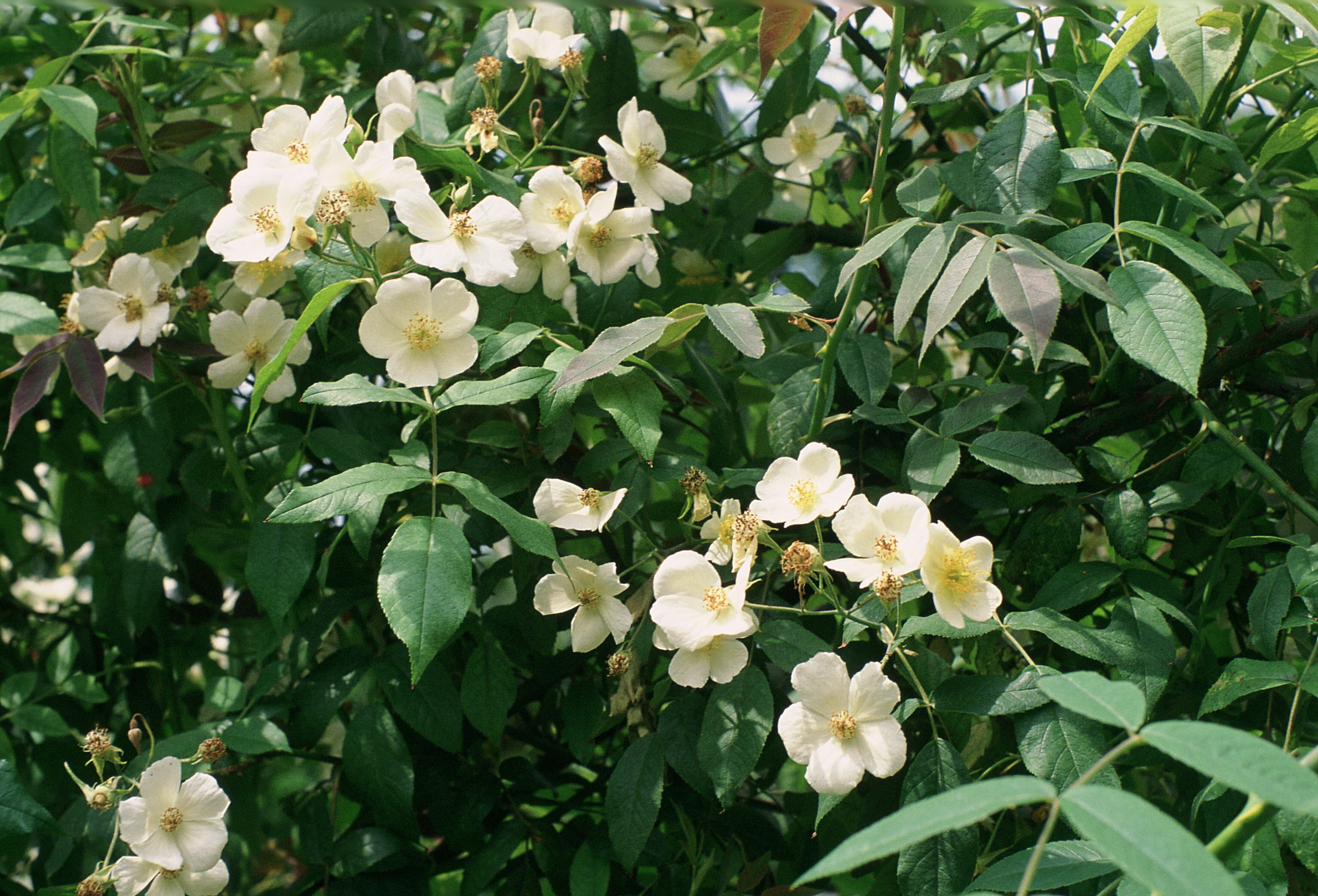
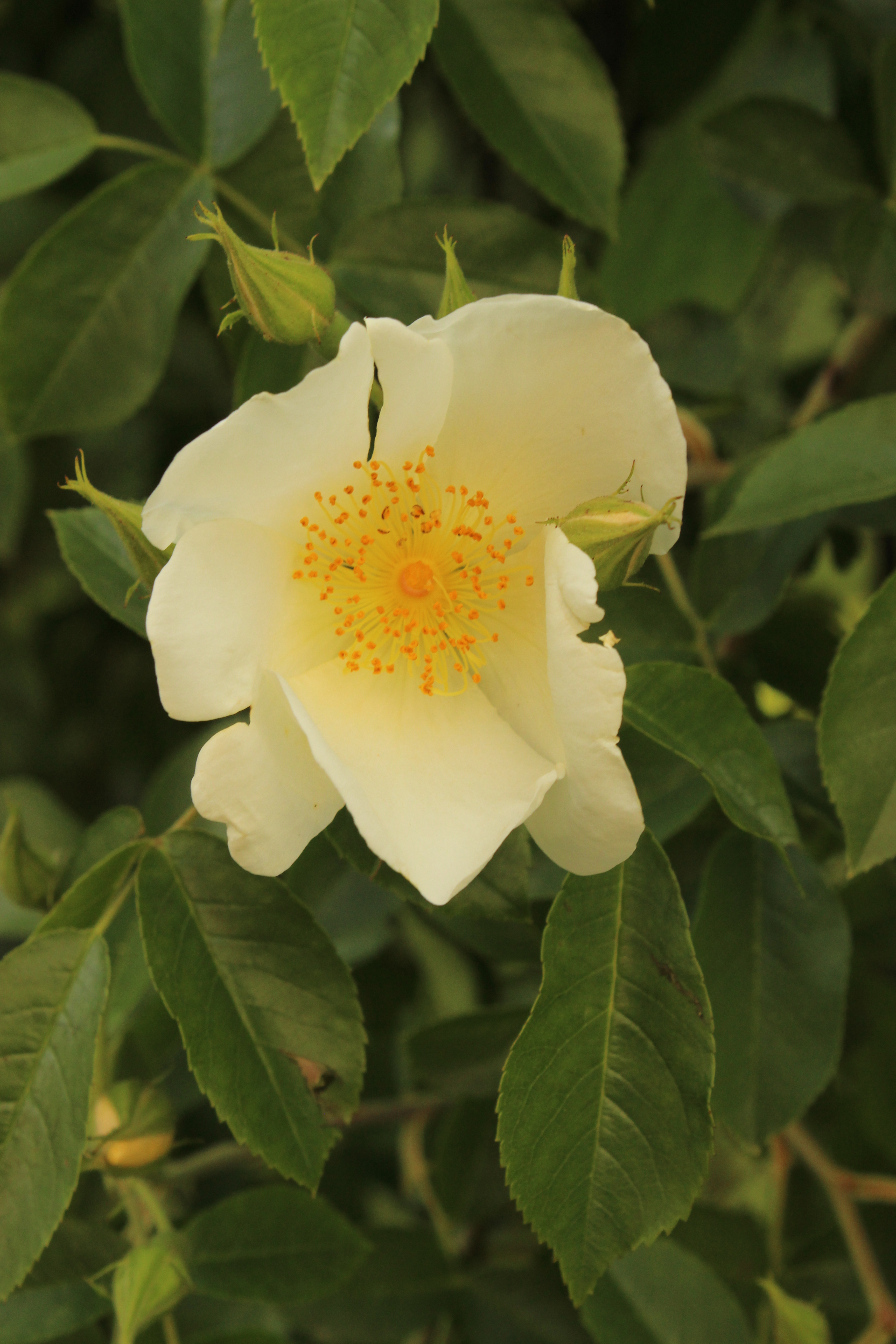